# Villacidaler
Villacidaler is een gemeente in de Spaanse provincie Palencia in de regio Castilië en León met een oppervlakte van 21,78 km². Villacidaler telt 48 inwoners (1 januari 2016).

## Demografische ontwikkeling
Bron: INE, 1857-2011: volkstellingen